# Alexandra Wrubleski
Alexandra Wrubleski, née le 31 mai 1984 à Regina, est une coureuse cycliste professionnelle canadienne à la retraite. Elle a remporté le championnat du Canada sur route en 2006 et 2008, ainsi que celui contre-la-montre en 2006. Elle participe aux Jeux olympiques de Pékin. Elle a couru principalement pour l'équipe américaine Webcor Builders. Elle est retraitée depuis la fin 2010.

## Biographie
Alexandra Wrubleski nait et grandit à Regina. Elle y fréquente le lycée Dr. Martin Leboldus à Regina. Elle entre ensuite au  Southern Alberta Institute of Technology  pour étudier l'informatique.
Wrubleski vient du patinage de vitesse. Elle commence véritablement sa carrière de cycliste en 2006, quand elle remporte les titres de championne du Canada à la fois sur route et en contre-la-montre. Elle rejoint l'équipe JSH l'année suivante. Elle se distingue notamment sur la course Joe Martin Stage Race, le Tri-Peaks Challenge ou le Tour de l'Ardèche. En 2008, elle rejoint l'équipe Webcor. Elle gagne le championnat du Canada sur route à Saint-Georges.
Elle est sélectionnée pour la course en ligne et le contre-la-montre des Jeux Olympiques de Pékin,. Elle termine la course en ligne à la quinzième place. Trois jours plus tard, elle est vingt-quatrième place du contre-la-montre.
En 2009, elle intègre l'équipe Columbia. Après un bon début de saison, avec une douzième place à la Flèche wallonne, elle ne court plus avec l'équipe à partir de début juin. Elle retourne l'année suivante chez Webcor afin de courir en Amérique du Nord.

## Palmarès sur route

### Palmarès par années
- 2006
  -  Championne du Canada sur route
  -  Championne du Canada du contre-la-montre
  - 2e du Tour de Toona
  - 2e du championnat du Canada du critérium
- 2007
  - Joe Martin Stage Race :
    - 3e étape
    - 2e du classement général

  - 2e du championnat du Canada du critérium
  - 8e du championnat du monde sur route
- 2008
  -  Championne du Canada sur route
  - Redlands Bicycle Classic
    - Classement général
    - 4e étape

  - 3e du championnat du Canada du contre-la-montre
  - 9e du championnat du monde sur route